# شهرستان خیران المحرق
ناحیهٔ خیران المحرق (به عربی: مدیریة خیران المحرق) یک ناحیه در یمن است که در استان حجه واقع شده‌است. شهرستان خیران المحرق ۶۸٬۷۰۷ نفر جمعیت دارد.